# 약수초등학교 (울산)
약수초등학교는 대한민국 울산광역시 북구에 있는 초등학교다.

## 학교 연혁
- 1963. 09. 01 농소국민학교 약수분교장 설립 인가
- 1968. 03. 07 약수국민학교 개교
- 1969. 02. 14 제1회 졸업
- 1992. 02. 07 병설유치원 설립인가
- 1996. 03. 01 약수초등학교로 개칭
- 1999. 03. 01 동천초등학교 개교와 함께 분리 이관
- 2000. 03. 01 호계초등학교 개교와 함께 분리 이관
- 2005. 03. 01 시교육청 지정 고장이해교육 연구학교 운영
- 2006. 03. 01 이화초등학교 개교와 함께 분리 이관
- 2007. 03. 01 매곡초등학교 개교와 함께 분리 이관
- 2008. 03. 01 울산광역시교육청지정 방과후학교 시범학교 운영(2년간)
- 2009. 02. 19 제41회 졸업(총 졸업생 수 4119명)
- 2009. 03. 01 제18대 문성덕 교장 부임
- 2009. 03. 01 15학급(특수 2학급), 유치원 1학급 편성
- 2010. 02. 19 제42회 졸업(총 졸업생 수 4189명)
- 2010. 03. 01 9학급(특수2학급) 유치원 1학급 편성
- 2011. 02. 18 제43회 졸업(총 졸업생수 4,232명)
- 2011. 03. 01 제19대 허동기 교장 부임
- 2011. 03. 01 7학급(특수 1학급), 유치원 1학급 편성
- 2012. 02. 19 제44회 졸업(총 졸업생 수 4,263명)
- 2012. 03. 01 7학급(특수 1학급), 유치원 1학급 편성
- 2012. 03. 01 시교육청 지정 교육과정 주5일제수업 연구학교 운영
- 2012. 09. 01 교과부 선정 학생오케스트라 운영
- 2013. 02. 20 제45회 졸업식(총 졸업생 수 4288명 )
- 2013. 03. 01 7학급(특수 1학급), 유치원 1학급 편성
- 2014. 02. 19 제46회 졸업식(총 4310명)
- 2014. 03. 01 7학급(특수 1학급), 유치원 1학급 편성
- 2014. 03. 01 제20대 이종필 교장 부임
- 2015. 02. 13 제47회 졸업식(총 4330명)
- 2015. 03. 01 7학급(특수 1학급), 유치원 1학급 편성